# Denizli
Denizli (în greacă Attouda) este un oraș din sud-vestul Turciei, cu o populație de circa 577.000 de locuitori (conform recensământului din 2013). Este capitala provinciei Denizli.